# محمد حجاب
مُحَمَّد حِجاب (بالإنجليزية: Mohammed Hijab) (مواليد 1992) هو مسلم وناشط بريطاني من أصول مصريَّة يعمل صانع محتوى كما أنه مؤلف، وداعية ومنظِّر وفيلسوف لديه أكثر من 1.2 مليون مشترك على قناته في اليوتيوب.
نشط حجاب مؤخراً واشتهر في القضايا السياسية والعقائدية خاصةً الإسلامية منها يدافع محمد حجاب عن الإسلام بطرق فلسفيَّة حديثة، وقد استضاف شخصيات معروفة مثل نعوم تشومسكي وجوردن بيترسن وأندرو تيت في البودكاست الخاص به والذي بدأه عام 2020.

## ادعاءات

### ادعاءات معاداة السامية
محمد حجاب عارض بشكل مستمر معاداة السامية ووضح بوضوح الفروق بين معاداة الصهيونية ومعاداة السامية. وقد أعرب عن دعمه للقضية الفلسطينية، مما أدى إلى اتهامات بمعاداة السامية من قبل بعض الأفراد والجماعات المؤيدة لإسرائيل. في المنتديات العامة المختلفة، بما في ذلك المناظرات والمقابلات، أوضح حجاب موقفه، مشددًا على أن انتقاداته موجهة نحو سياسات الحكومة الإسرائيلية وليس ضد الشعب اليهودي كعرق أو دين.

### ادعاءات التحريض ضد الهندوس
الاتهامات بأن محمد حجاب حرض على العنف ضد الهندوس تستند إلى سوء فهم أو تحريف لتصريحاته. حيث أن حجاب انتقد أيديولوجية الهندوتفا، وهي حركة قومية يمينية متطرفة في الهند، لكنه صرح بشكل صريح أن انتقاداته ليست موجهة نحو الهندوس كجماعة دينية. ويتحدى أي شخص لتقديم أدلة حيث أطلق تعليقات مسيئة عن الهندوس بشكل عام، مشيرًا إلى أن تعليقاته كانت تتعلق بأيديولوجية الهندوتفا بشكل خاص.